# Гонтьянске Немце (район Крупина)

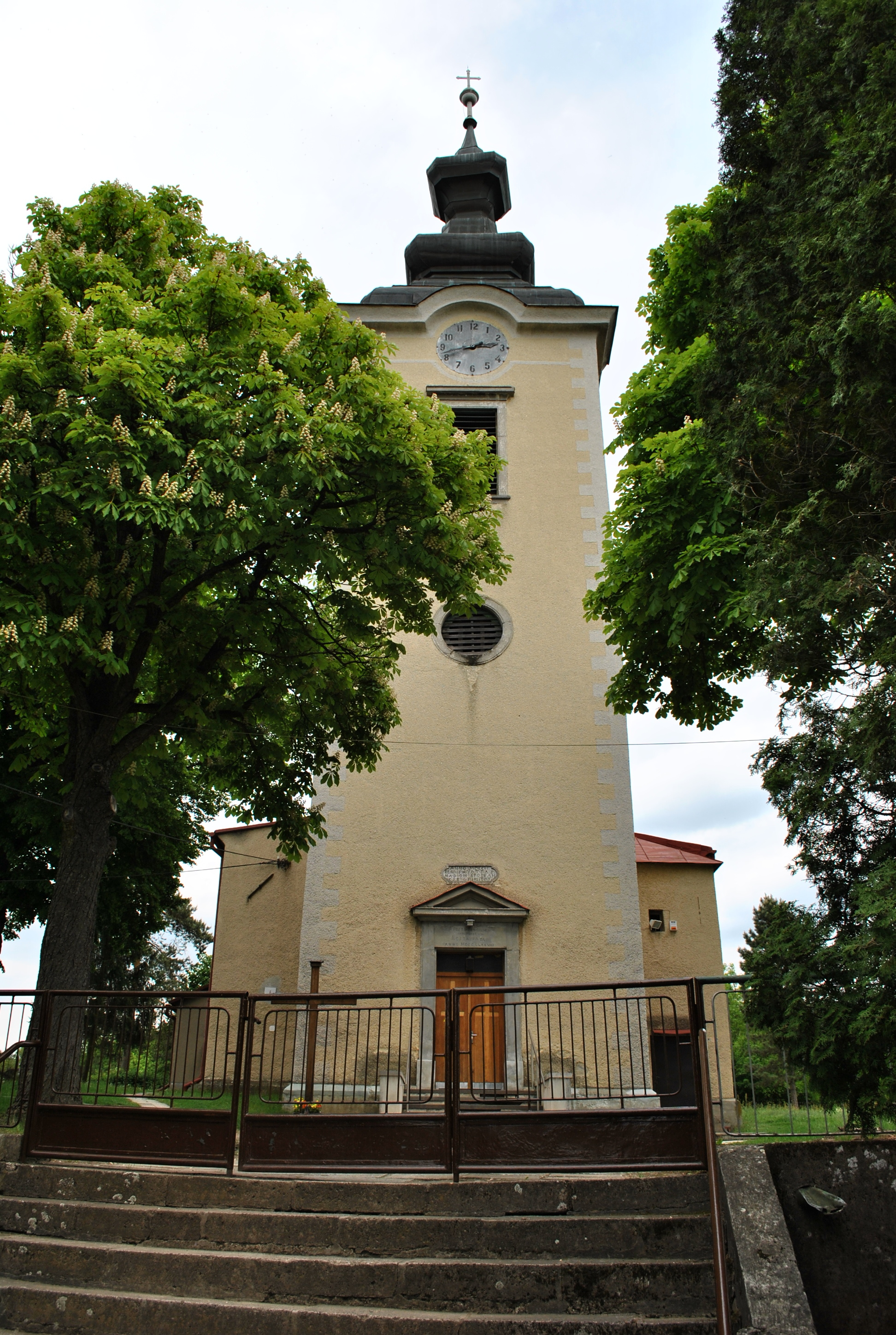
Костёл св. Мартина в Гонтьянске Немце

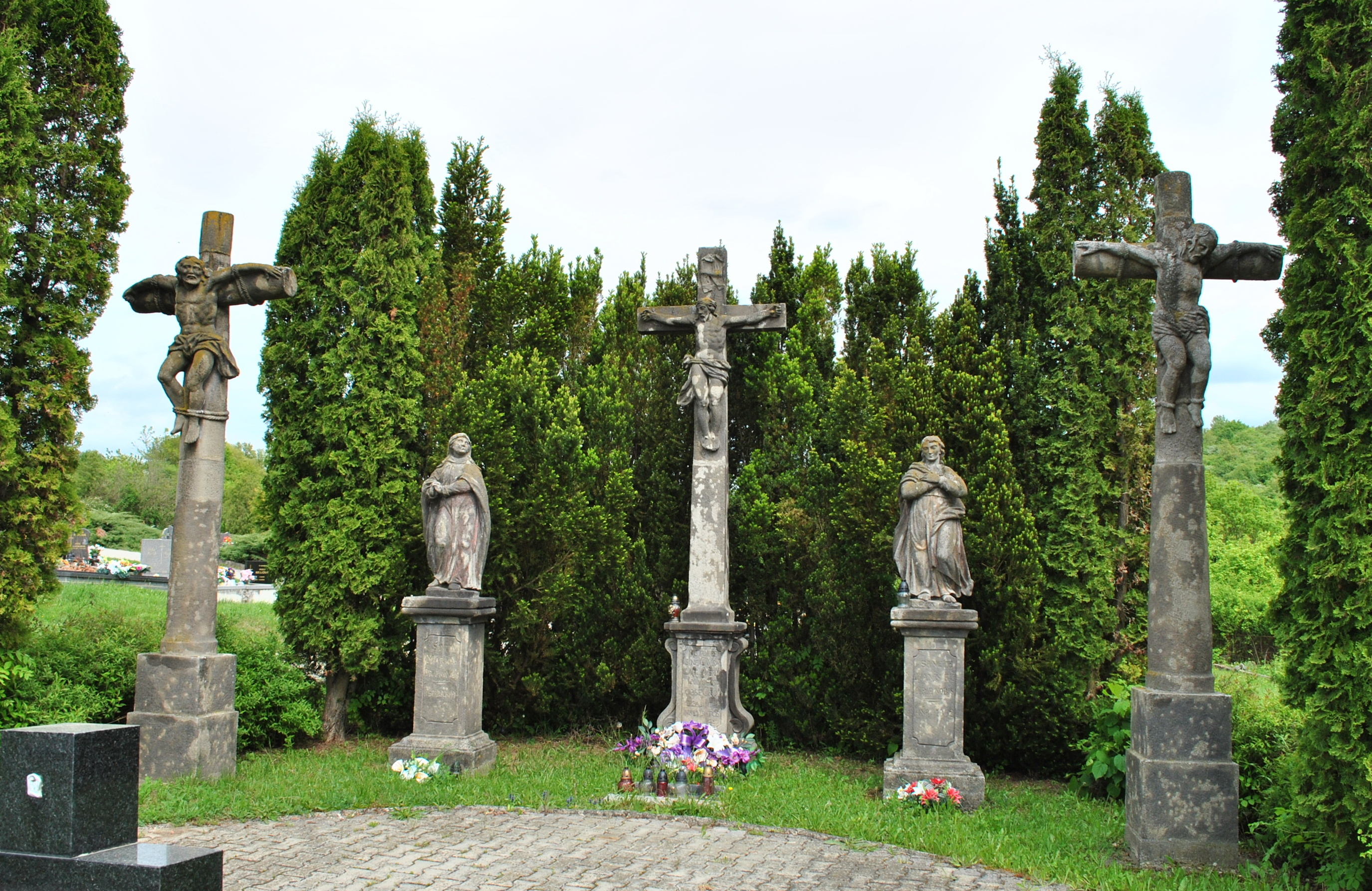
Голгофа

Гонтьянске Немце (словац. Hontianske Nemce, нем. Nemtze, венг. Hontnémeti) — деревня района Крупина Банскобистрицкого края Словакии.
Население — 1514 человек (2014).
Расположена в исторической области Словакии — Гонт у подножья Штьявницких Врхов и Крупинской Планины в 10 км от административного центра г. Крупина.
По данным переписи в 2001 году в деревне проживало:
- словаков — 98,39 %
- чехов — 0,2 %
- цыган — 1,2 %

## История
Впервые упоминается как Villa Nympti в 1256 году. Название, вероятно, относится к немецким колонистам, поселившимся здесь в поисках золота и серебра. После турецкого вторжения в 1543 году и снижения добычи ценных ископаемых немецкоязычные жители ассимилировались среди словаков уже в конце Средневековья. Благодаря своему выгодному расположению по дороге между замком Гонт и городами Зволен и Карпа в 1729 году деревня получила право на проведение шести ярмарок в год.
До 1918 года входила в состав Королевства Венгрия, затем — Чехословакии.

## Население
| Год:                | 1994 | 2004    | 2014    | 2024    |
| ------------------- | ---- | ------- | ------- | ------- |
| Количество человек: | 1536 | 1498    | 1514    | 1374    |
| Разница:            |      | −2,47 % | +1,06 % | −9,24 % |

## Известные уроженцы
- Мариан Лабуда — словацкий актёр театра и кино.